# Maxixe (taniec)

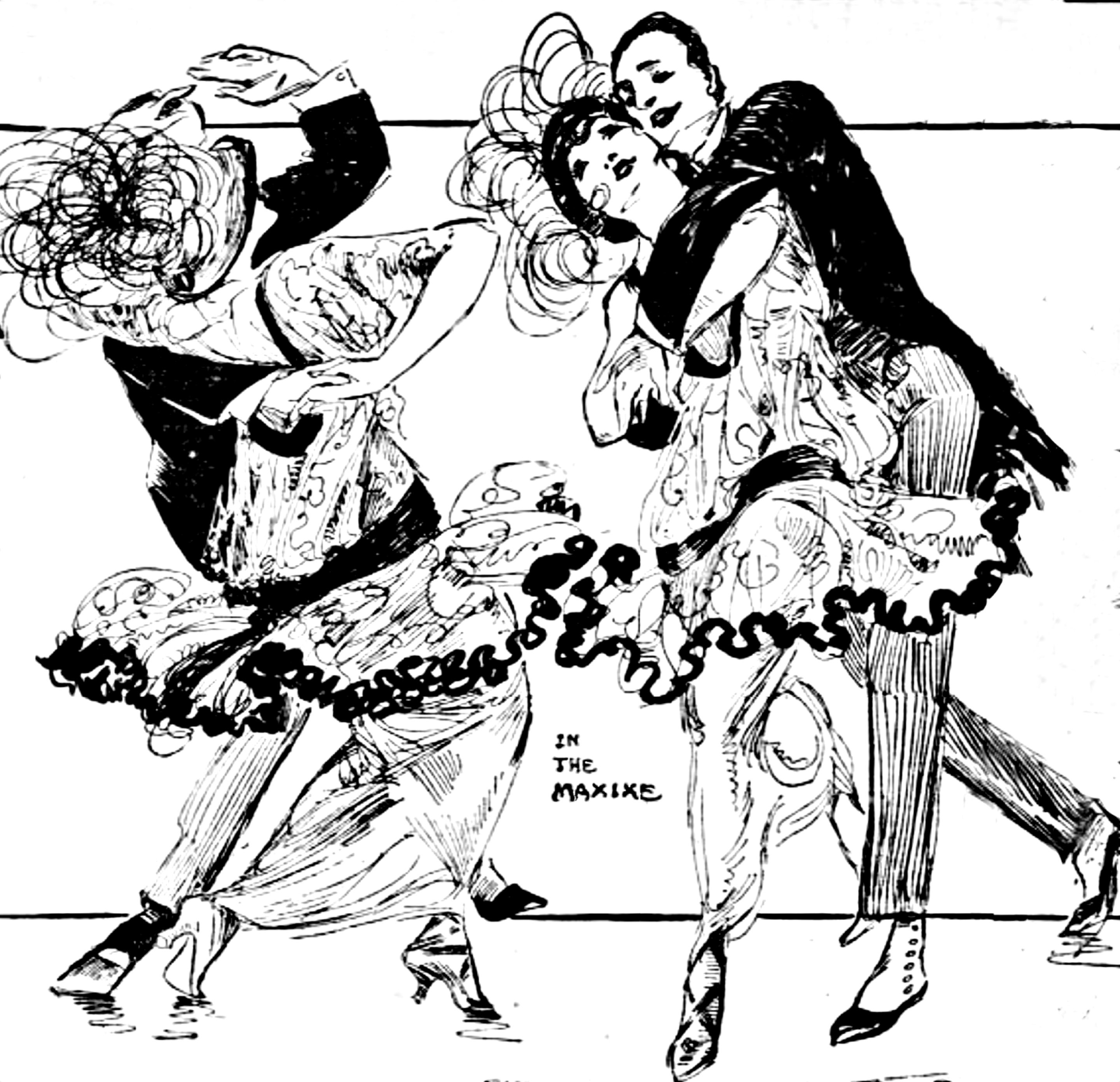
Maxixe; 1914

Maxixe (wymowa: maˈʃiʃi) – brazylijski taniec powstały w latach 70. XIX wieku w Rio de Janeiro, o umiarkowanym tempie i rytmie synkopowanym, podobny do two-stepa. Popularny jeszcze w pierwszej połowie XX wieku. Nazwa prawdopodobnie wywodzi się od miasta Maxixe w Mozambiku.
Taniec ten, przez Ernesto Nazaretha nazywany brazylijskim tangiem, w Europie i Stanach Zjednoczonych pojawił się około 1890.